# Cal Rei (Garcia)
Cal Rei és un edifici a la part alta de Garcia, prop de l'Església Vella. catalogat a l'Inventari del Patrimoni Arquitectònic de Catalunya. Edifici cantoner de planta quadrangular i tres crugies. Consta de soterrani, planta baixa, dos pisos i golfes i té la coberta a tres vessants. En un extrem del frontis hi ha el portal, d'arc deprimit convex amb llinda de fusta i brancals de pedra acarada. Al seu costat s'hi obre un perxe, a través del qual la casa comunica amb la de davant. Els finestrals dels pisos superiors són d'arc pla arrebossat, alguns amb sortida a un balcó de base motllurada. A la cantonada de la casa, acabada amb carreus escairats, hi ha un escut amb relleu i el tauler inscrit amb les lletres "f" i "p" amb una mitja lluna intercalada, per sobre la data "1685". Sota l'escut n'hi ha un altre, on hi havia una inscripció, avui molt erosionada, on hi constava "Garcia" i "Apissa".